# Hermann Schultz (Theologe)

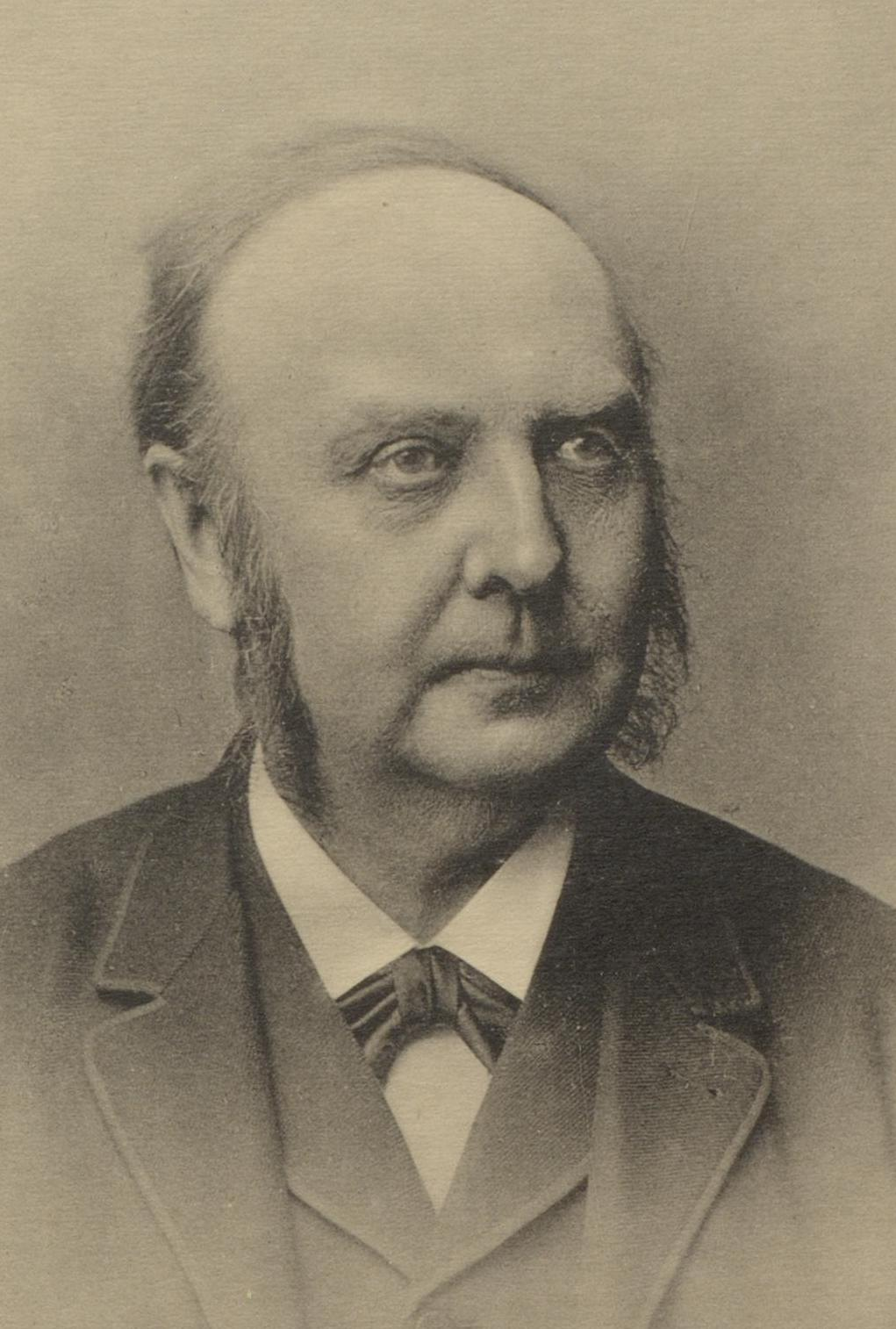
Hermann Schultz

Heinrich Hermann Schultz (* 30. Dezember 1836 in Lüchow; † 15. Mai 1903 in Göttingen) war ein lutherischer Theologe, Universitätsprofessor und Abt des Klosters Bursfelde bei Hann. Münden.

## Leben und Wirken
Nach dem Schulbesuch in Celle studierte Hermann Schultz von 1853 bis 1856 Theologie und Philosophie an den Universitäten Göttingen und Erlangen.  Während seines Studiums wurde er in Erlangen 1854 Mitglied der Burschenschaft der Bubenreuther. Das Erste Theologische Examen bestand er 1856.
In den Jahren 1856 bis 1858 war Schultz als Privatlehrer in Hamburg tätig. 1858 promovierte er zum Doktor der Theologie und wurde ein Jahr später Repetent am Theologischen Stift in Göttingen.
Schultz habilitierte sich und blieb in Göttingen als Privatdozent. Schon 1864 erhielt er die ordentliche Professur für Alttestamentliche Theologie an der Universität Basel. Hier gehörte er ab 1870 auch dem Basler Kirchenrat an.
Im Jahre 1872 wurde Schultz Professor an der neuerrichteten Universität Straßburg, um zwei Jahre später die Professur für biblische Fächer und Praktische Theologie an der Universität Heidelberg zu übernehmen.
Ab dem Jahre 1876 lehrte Hermann Schultz an der Universität Göttingen, deren Theologische Fakultät ihm schon 1865 den Ehrendoktor verliehen hatte. Hier lehrte er neben Albrecht Ritschl und in enger Nähe zu ihm Systematische Theologie, außerdem die exegetischen Fächer und Praktische Theologie.
In Göttingen wurde Schultz zum Universitätsprediger ernannt, und 1881 wurde ihm in der Nachfolge von Hermann Reuter das Amt des Abtes des Klosters Bursfelde im Weserbergland übertragen. In dieser Eigenschaft gehörte er zu den leitenden Persönlichkeiten der Hannoverschen Landeskirche.
Schultz starb nach schwerer Krankheit im 67. Lebensjahr. Er gilt als ein bedeutender Repräsentant der Schule Albrecht Ritschls, dessen Totenrede er 1889 hielt. Sein Nachfolger in Göttingen wurde Walther Stein.
Zu seinen Kindern zählten der Philosoph Julius Schultz (1862–1936) und der Philologe Hermann Schultz (1881–1915).

## Schriften
- Die Voraussetzungen der christlichen Lehre von der Unsterblichkeit. 1861.
- Alttestamentliche Theologie. Die Offenbarungsreligion auf ihrer vorchristlichen Entwicklungsstufe. 1869.
- Die Lehre von der Gottheit Christi. 1881.
- Predigten, gehalten in der Universitätskirche zu Göttingen. 1882.
- Die Lehre vom heiligen Abendmahl. Studien und Kritiken. 1886.
- Grundriß der evangelischen Dogmatik. 1890.
- Die Evangelische Theologie in ihrem Verhältnis zu Wissenschaft und Frömmigkeit. 1890.
- Das Alte Testament und die evangelische Gemeinde. (Hefte zur Christlichen Welt, Nr. 7). 1894.
- Grundriss der Christlichen Apolegetik : Zum Gebrauch bei akademischen Vorlesungen, 1902.